# Villaeles de Valdavia
Villaeles de Valdavia är en kommun i Spanien.   Den ligger i provinsen Provincia de Palencia och regionen Kastilien och Leon, i den norra delen av landet, 250 km norr om huvudstaden Madrid.